# Podłabienie
Podłabienie (biał. Падлабенне, Padłabiennie; ros. Подлабенье, Podłabienje) – agromiasteczko na Białorusi, w obwodzie grodzieńskim, w rejonie grodzieńskim, przy drodze z Grodna do Sopoćkiń, siedziba administracyjna sielsowietu.
Nazwa miejscowości wywodzi się od wsi Łabno. W okresie II Rzeczypospolitej była to wieś średniozamożna położona na słabych gruntach. Przez pewien czas stanowiła siedzibę gminy Łabno.
W centrum miejscowości stoi na najwyższym miejscu kościół pw. Matki Boskiej Różańcowej i dawny dworek Franciszka Kleeberga nazywany „Daczą generała”. 